# Paul Abram
Paul Abram fue un pintor francés nacido el 9 de octubre de 1854 y fallecido el 7 de septiembre de 1924 en Douarnenez··. Nació en el número 10 de la rue de l'Église, Vesoul. Alumno de Jean Gigoux y posteriormente de Jean-Léon Gérôme, fue uno de los fundadores del club literario Les Hydropathes.

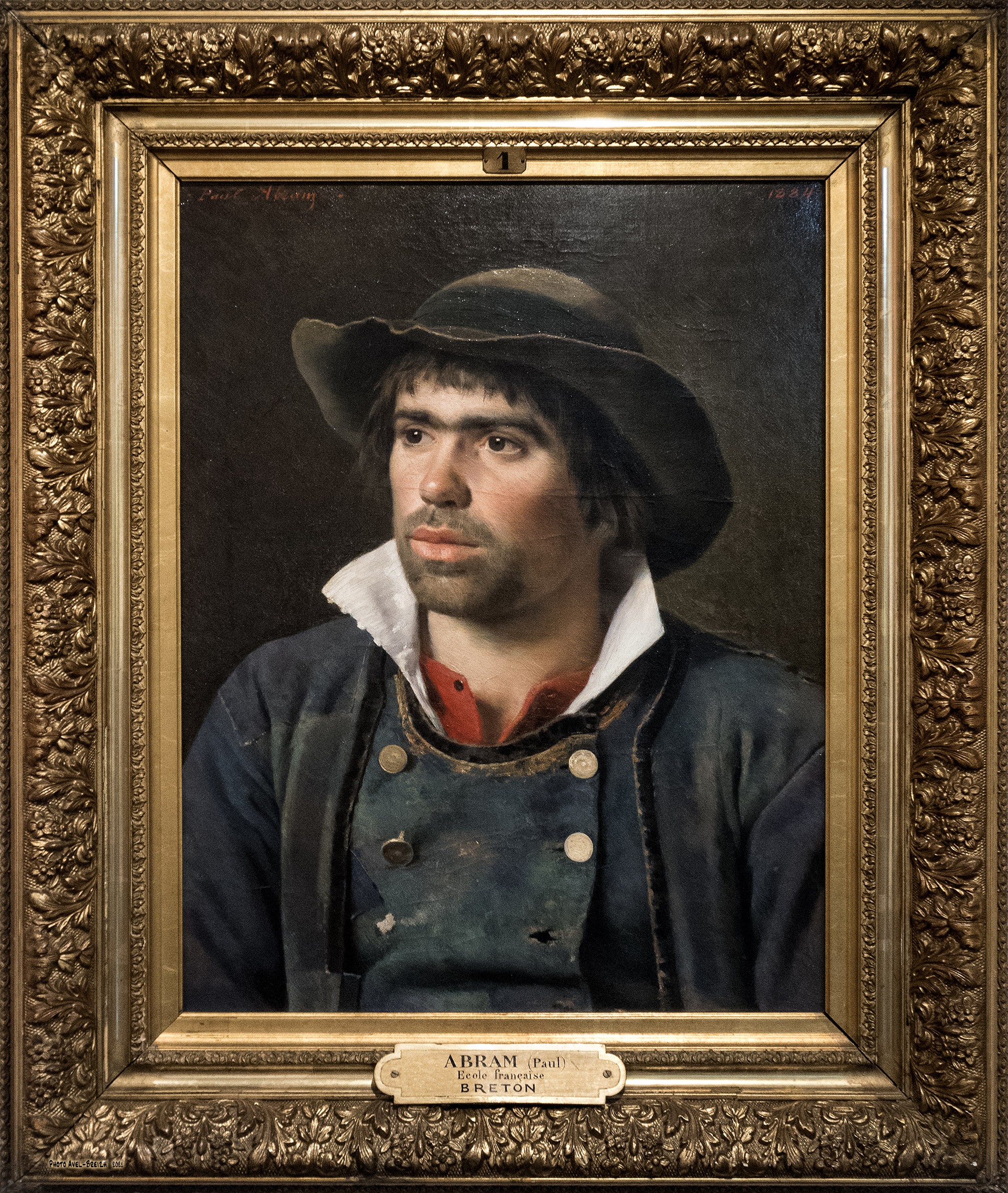
Paul Abram : Joven paisano bretón (1884, Museos municipales de Rochefort).
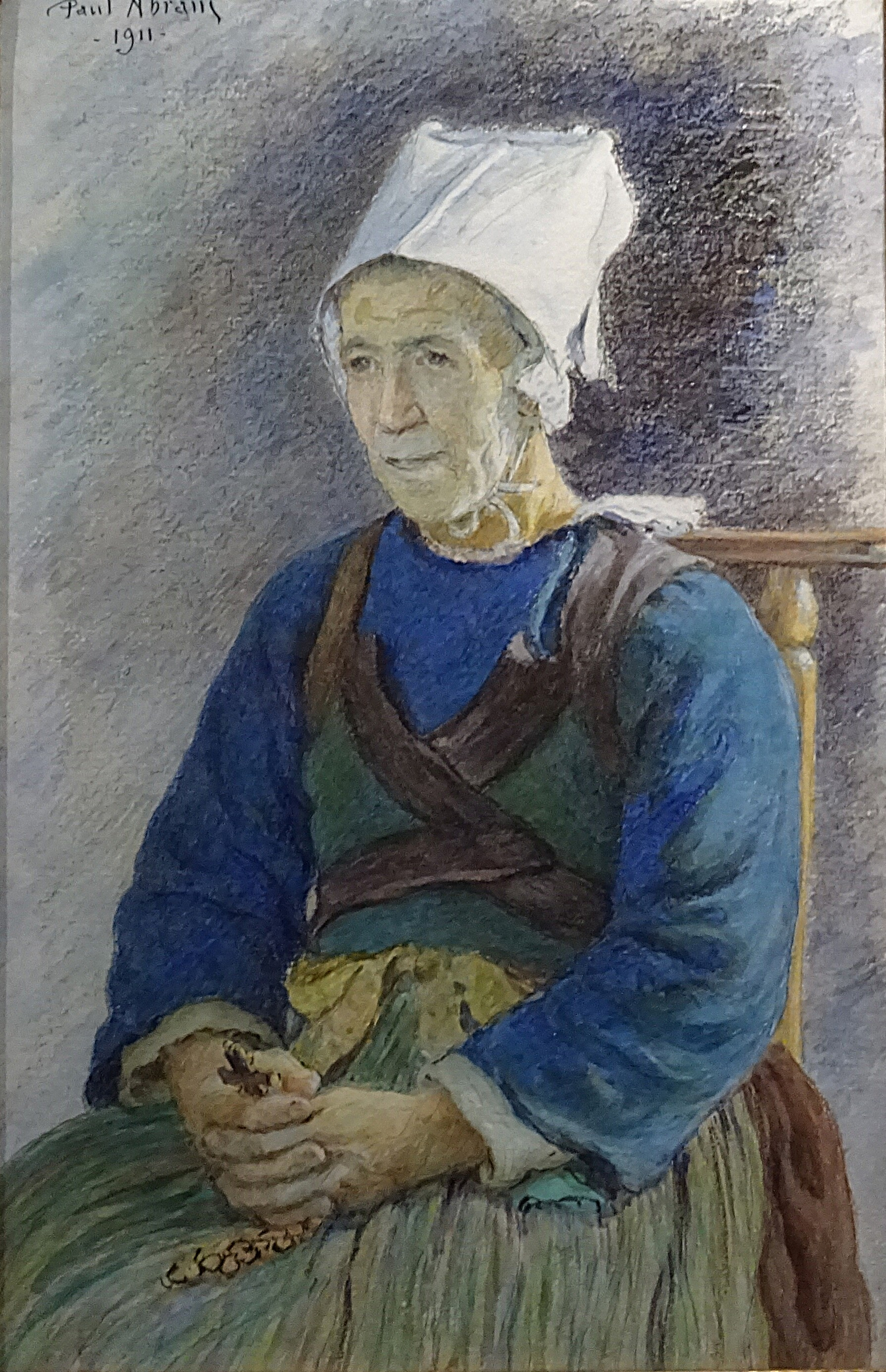
Paul Abram ː 'Anciana bretona rezando (1911; pastel sobre papel).